# Uhlík-13

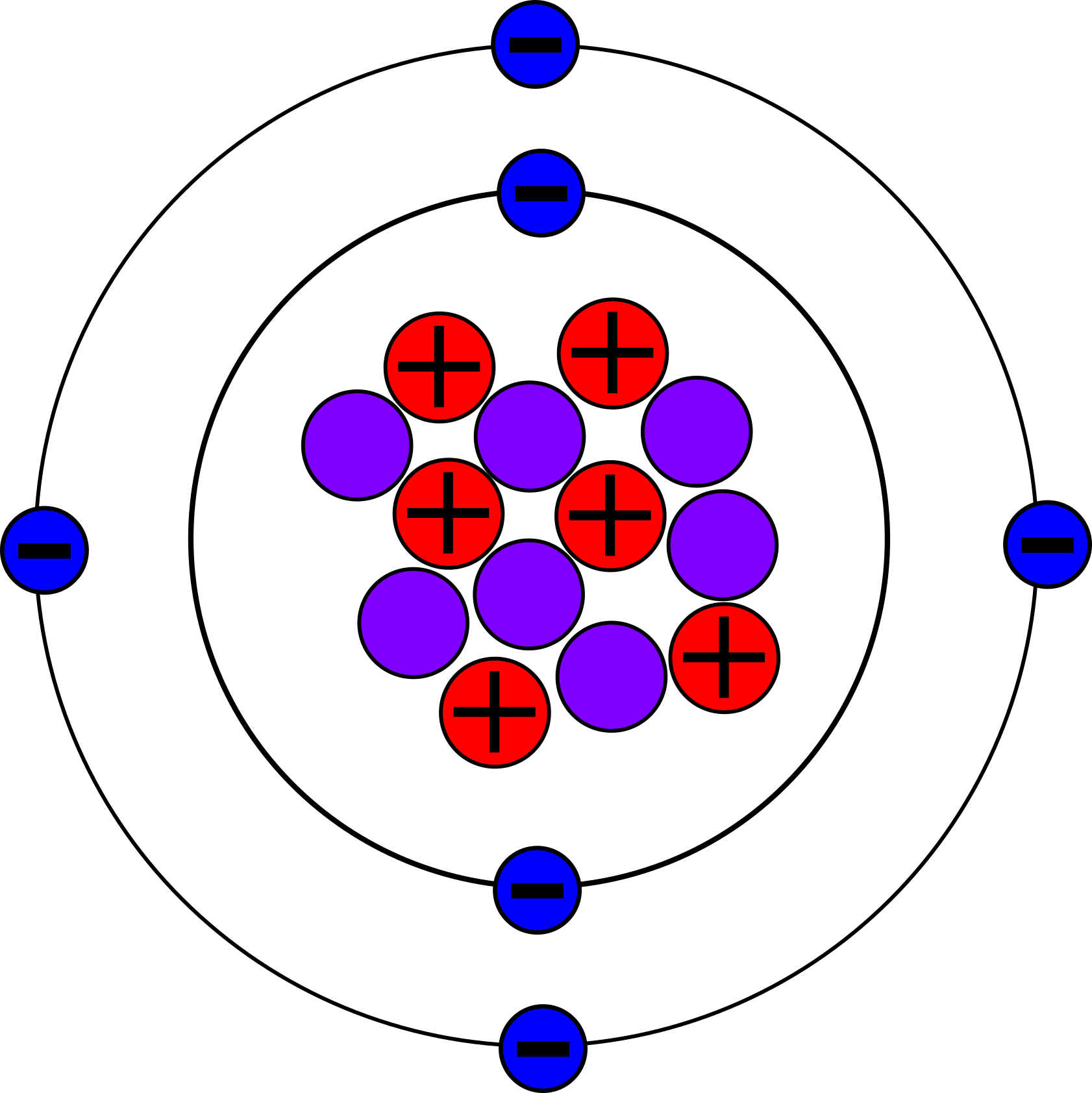
nuklid C13, atom

Uhlík-13 je těžším a méně běžným z obou stabilních izotopů uhlíku (přirozený výskyt 1,07 %).

## Detekce ve hmotnostní spektrometrii
Hmotnostní spektrum organické sloučeniny často obsahuje malý vrchol o jednu hmotnostní jednotku vyšší než odpovídající vrchol molekulárního iontu (M) celé molekuly, který je znám jako vrchol M+1 a odpovídá malé části molekul, které mají místo 12C atom 13C. U molekuly s jedním uhlíkovým atomem bude mít vrchol M+1 asi 1,1 % velikosti vrcholu M, jelikož asi 1,1 % molekul obsahuje 13C. Podobně u molekuly se dvěma uhlíky bude velikost M+1 vrcholu 2,2 %, jelikož je zde dvakrát větší pravděpodobnost, že se v libovolné molekule nachází 13C. Zjednodušením těchto úvah je lze použít pro určení počtu uhlíkových atomů v malých a středně velkých organických molekulách, který se dá určit z následujícího vzorce (výsledek je třeba zaokrouhlit na nejbližší celé číslo):
{\displaystyle C={\frac {100Y}{1,1X}}}
C = počet uhlíkových atomů, X = amplituda vrcholu M, Y = amplituda vrcholu M+1
Sloučeniny obohacené o 13C se používají k výzkumu metabolických procesů za použití hmotnostní spektrometrie a v lékařské diagnostice, obvykle se zde zjišťuje poměr 13C a 12C pomocí izotopové poměrné hmotnostní spektrometrie.
Tento izotop se také využívá v kvantitavní proteomice.

## Vědecké využití
Díky rozdílné absorpci v rostlinách a mořských uhličitanech je možné tyto „izotopové podpisy“ využít k výzkumu. Ve vodní geochemii se analýzou poměru uhlíku-13 a uhlíku-12, který je v atmosféře, uhličitanech i rostlinách rozdílný, v povrchových a podzemních vodách zjišťuje zdroj vody. V biologii se stanovením tohoto poměru v pletivech rostlin zkoumá, který typ rostlin (z hlediska fotosyntézy) slouží jako potrava živočichů. V geologii se určením poměru 13C/12C identifikují vrstvy sedimentů z doby kolem permského vymírání, kdy se tento poměr náhle změnil o 1 %.
Uhlík-13 má nenulový jaderný spin -1/2, což umožňuje zkoumat strukturu uhlíkatých látek pomocí nukleární magnetické rezonance.